# Underofficer

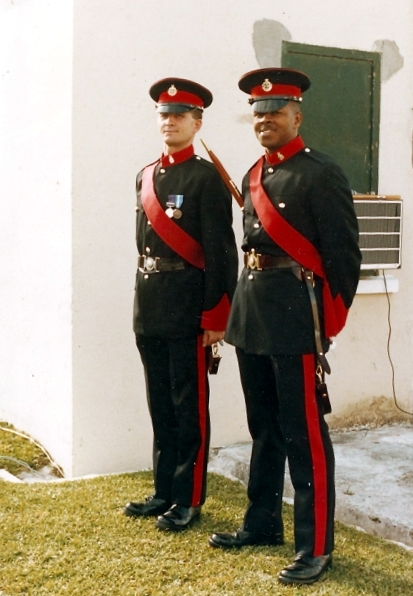
Underofficerare vid Bermuda Regiment förmedlar i sina välpressade uniformer och välputsade skor intrycket av underofficeren som "arméns ryggrad".

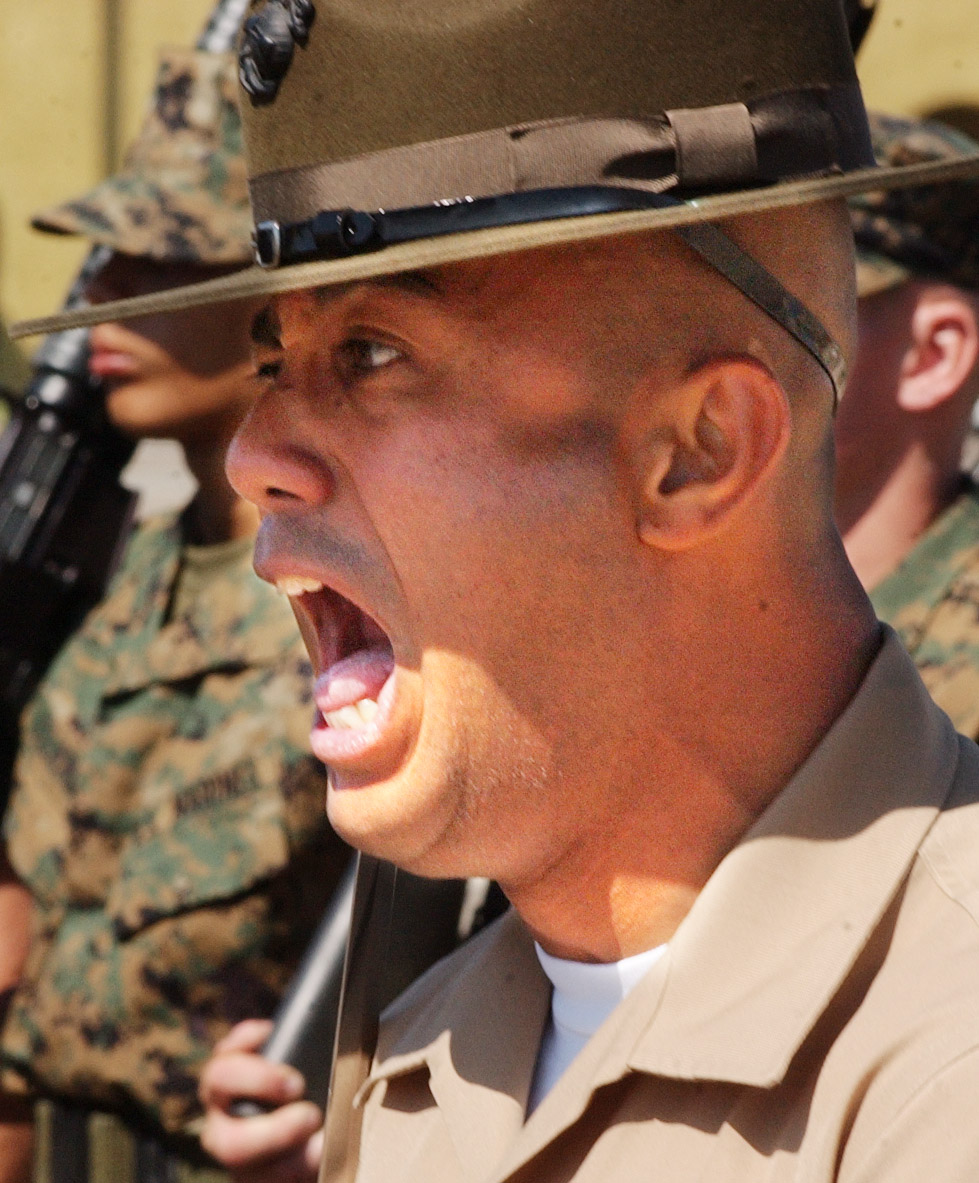
Amerikansk underofficer som rekrytinstruktör i marinkåren förmedlar en traditionell bild av underofficeren som den menige soldatens direkte - och inte alltid särskilt vänlige - chef.

Underofficer är en militär befälskategori mellan officer och manskap. Mellan meniga och underofficerare finns i en del länder underbefäl med mindre ansvar, kortare utbildning och lägre status. Det är underofficerarna som normalt ger direkta order till både underbefäl och manskapet om vad som skall göras. I såväl Storbritanniens och USA:s väpnade styrkor ses underofficerarna (engelska: non-commissioned officer) ofta som varje försvarsgrens ”ryggrad". Underofficeren står för grundkompetens, rutin och stabilitet delvis i motsats till officersyrket, som är mer fokuserat på akademiska examina, befordringar och övergripande ledarskap. Underofficerarna rekryteras ofta från manskapet och delar sålunda deras sociala tillhörighet.

## Historisk utveckling
Termen "officer" uppkom vid slutet av medeltiden som en allmän term för allt befäl, när riddarhärarna började försvinna och ersättas med legoknektsarméer. Senare skilde man mellan "överofficerare", senare "officerare", med mer övergripande ansvarsuppgifter, och underofficerare, med ansvar för specialistuppgifter och detaljområden. Vid tiden för statsarméernas genombrott på 1600-talet kom rekryteringen till de olika befälskategorierna att bestämmas av socialt ursprung (klasstillhörighet). Officerarna kom ofta att rekryteras från samhällets högsta klasser (adeln), medan underofficerarna ofta rekryterades från manskapet (de meniga) som vanligen kom från samhällets lägre klasser. 

## Socialt liv
Underofficerens sociala liv inom förbandet följer inte alltid de officiella befälskårsgränserna. I Storbritannien till exempel tillhör alla över vicekorprals och under fänriks grad underofficerarna. Det är dock bara sergeanter och högre som går till sergeantsmässen. Korpralerna har en egen mäss och utgör sålunda en egen social grupp. I Tyskland däremot tillhör både underofficerare (Unteroffiziere mit Portepee) och underbefäl (Unteroffiziere ohne Portepee) samma mäss.

## Hierarkier
Till skillnad från officerskåren finns inte i underofficerskåren någon internationellt erkänd titulatur. Underofficersgradernas benämningar, liksom vilka befattningar en underofficer normalt innehar varierar därför kraftigt mellan olika länder och ibland även mellan olika försvarsgrenar beroende på respektive försvarsmakts historiska utveckling. Dock är hierarkin för NATO-länderna fastlagd i en gemensam standard vilken under början på 2000-talet i allt större utsträckning börjat användas även av andra länders arméer.

## Underofficerskåren i vissa länder

### Finland
I Finland tillhör följande militärgrader underofficerarna:
| Gradbeteckning | Armén                |                |               |           |              |          |               |
| Gradbeteckning | Flygvapnet           |                |               |           |              |          |               |
| Gradbeteckning | Marinen              |                |               |           |              |          |               |
| Grad           | Armén och flygvapnet | Militärmästare | Överfältväbel | Fältväbel | Översergeant | Sergeant | Undersergeant |
| Grad           | Marinen              | Militärmästare | Överbåtsman   | Båtsman   | Översergeant | Sergeant | Undersergeant |

Före 1974 användes i Finland beteckningen stamunderofficer för yrkesbefäl med underofficers grad. Detta år infördes en ny befälskategori i den finländska försvarsmakten, befattningsofficer, motsvarande svensk "kompaniofficer". 1989 ändrades befälskategorins namn till institutofficer. Reservunderofficer kan idag ha graderna undersergeant, sergeant, översergeant, fältväbel, överfältväbel eller militärmästare.
2007 återinfördes yrkesunderofficerare i finska försvaret. I och med att underofficerskåren återinförs tas graden överfältväbel åter i bruk. Yrkesunderofficerarna skall utbildas vid försvarsgrenarnas och truppslagens skolor samt vid truppförbanden. För att påbörja utbildning till yrkesunderofficer krävs genomgången värnpliktsutbildning till reservunderofficer. 
Yrkesunderofficersutbildningen sker i tre nivåer, grund-, mellan- och mästarnivå. Grundutbildningen till yrkesunderofficer ger kompetens som gruppchef och instruktör på gruppnivå. Tjänstegraden är översergeant. Mellannivåutbildningen ger kompetens som ställföreträdande plutonchef och plutonchef. Tjänstegraden är fältväbel och överfältväbel. De skickligaste underofficerarna uttas för mästarutbildning, som ger kompetens för de mest krävande underofficersuppgifterna inom försvarsgrenen. Tjänstegraden är militärmästare.

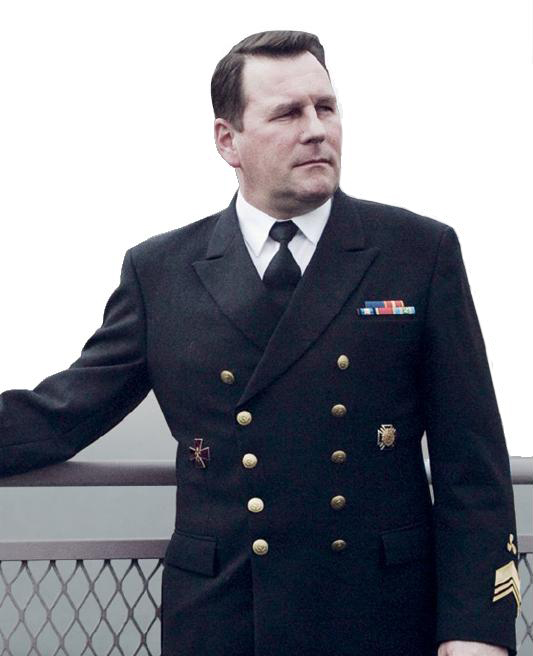
Underofficer vid Finlands flotta.

#### Berömda finländska underofficerare
- P. E. Svinhufvud, Finlands president, var fältväbel i Skyddskåren.
- Paavo Lipponen, statsminister, var fältväbel i reserven.
- Matti Vanhanen, statsminister, var fältväbel i reserven.
- Antti Kalliomäki, finansminister och OS-medaljör, var fältväbel i reserven.
- Urho Kekkonen, Finlands president, var sergeant i reserven.
- Erkki Tuomioja, utrikesminister, var översergeant i reserven.
- Matti Nykänen, backhoppare och mångfaldig OS-medaljör var undersergeant i reserven.
- Mauno Koivisto, Finlands president, var undersergeant i ett fjärrspaningsförband under fortsättningskriget
- Kari Rajamäki, inrikesminister, är undersergeant i reserven.
- Timo Soini, finsk politiker, är undersergeant i reserven.
- Toni Wirtanen, finsk musiker, är undersergeant i reserven.
- Kimi Räikkönen, finsk racerförare, är undersergeant i reserven.

### Frankrike

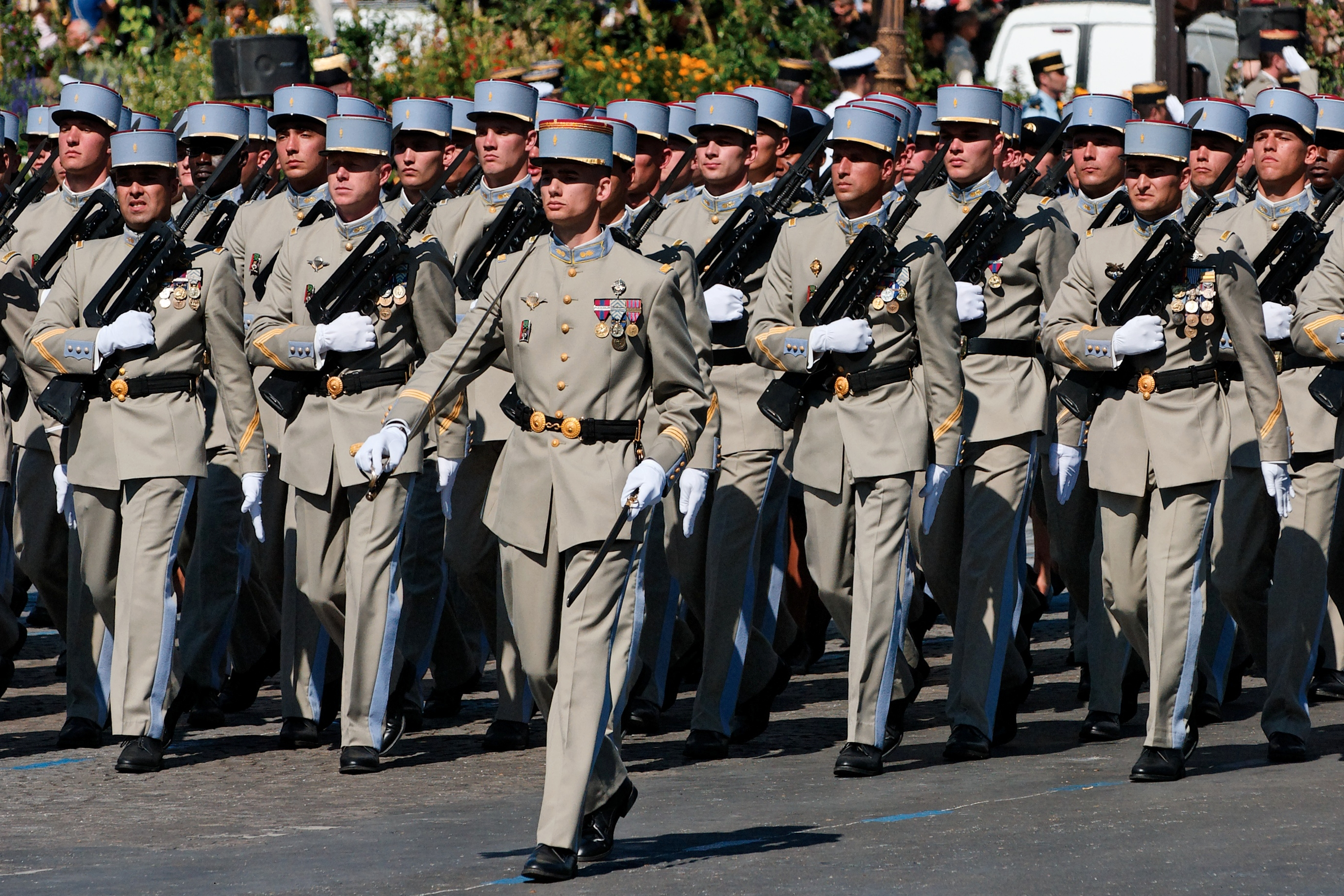
Paradtrupp från den franska arméns underofficersskola, ENSOAA, med sin karaktäristiska ljusblå képi vilken bärs av både lärare och aspiranter.

Frankrike har en yrkesarmé med ett traditionellt tvåbefälssystem. Till lägre underofficerare (sous-officiers subalternes) räknas graderna sergent (gruppchefsnivå) och sergent-chef (troppchefsnivå). Till högre underofficerare (sous-officiers supérieurs) (plutonchefsnivå) räknas graderna adjudant (befordran vid ca 30-37 års ålder), adjudant-chef (33-40 år) och major (motsvarar regementsförvaltare enligt 2009 års svenska befälsordning) (40 års ålder och äldre). Den franska arméunderofficerskåren består till 45 % av underofficerare direktrekryterade från det civila livet och till 55 % av underofficerare rekryterade från det stamanställda manskapet. 
Det finns fyra vägar för att bli antagen som underofficersaspirant vid armén:
- Direktrekrytering (voie directe) från det civila livet av unga män och kvinnor i åldern 19-25 år, med avlagd studentexamen.
- Halvdirekt rekrytering (voie semi-directe), genom urval bland manskapet efter 3-5 års tjänstgöring.
- Manskapsrekrytering (voie rang), genom urval bland manskapet efter 6-8 års tjänst.
- Fördröjd manskapsrekrytering (voie rang tardif), genom urval bland manskapet efter 14-16 års tjänst.

De allra flesta underofficerare utbildas genom en 8 månaders grundläggande underofficerskurs vid den franska arméns underofficersskola, Ecole Nationale des Sous-Officiers d’Active (ENSOA), i Saint-Maxient, följd av en 4-36 månaders lång befattningsvis utbildning vid olika truppslagsskolor.
De underofficerare som har inte har gått igenom ENSOA är mycket fåtaliga. Det handlar om ca 30 underofficersaspiranter per år som utbildas vid en 12 månaders underofficerskurs vid den franska arméns alptruppskola, École militaire de haute-montagne (EMHM) i Chamonix, den franska Främlingslegionens underofficerare som alla befordras från legionens manskap och utbildas inom legionen, samt underofficerarna vid Paris militära brandförsvarsbrigad ur ingenjörstrupperna, Brigade des sapeurs-pompiers de Paris (BSPP), där befordran sker från brigadens manskap efter ca två års tjänstgöring och utbildningen äger rum inom brigaden.
Ungefär hälften av den franska arméofficerskåren är före detta underofficerare. Det finns tre vägar från underofficer till officer. Den första och vanligaste (recrutement semi-direct), för underofficerare yngre än 30 år, leder till en normal officerskarriär.  I den andra vägen (recrutement semi-direct tardif) för underofficerare yngre än 35 år, sker befordran i befordringsgång till kaptens grad, urvalsbefordran till major, i undantagsfall överstelöjtnant. Genom den tredje vägen (recrutement rang), för underofficerare yngre än 40 år, uppnås kaptens grad.

### Italien
Italien har en yrkesarmé med ett trebefälssystem, officerare (ufficiali), underofficerare (sottufficiali - ruolo marescialli) och underbefäl (sottufficiali - ruolo sergenti). Underofficerarnas typbefattning är som plutonchef. Underofficerskåren rekryters huvudsakligen direkt från det civila livet, men även från underbefälskåren. För direktrekryterade underofficersaspiranter krävs studentexamen med högskolebehörighet. Underofficerarna utbildas under tre år vid den italienska arméns underofficersskola (Scuola Sottufficiali dell’Esercito) i Viterbo. Utbildningen leder fram till en kandidatexamen i organisations- och förvaltningslära, som avläggs vid Università degli Studi della Tuscia i Viterbo.

### Norge
I den norska armén fanns ett traditionellt tvåbefälssystem med officerare och underofficerare fram till 1930. Detta år infördes ett enhetsbefälssystem för allt yrkesbefäl. Yrkesofficerare och yrkesunderofficerare överfördes till samma befälskår, befal (befäl), och indelades i grupperna K-befal (krigsskoleutbildat befäl; de tidigare officerarna) med grad från fänrik till och med general och B-befal (befälsskoleutbildat befäl: de tidigare underofficerarna) med grad från fänrik till och med kapten. Systemet liknade alltså det befälssystem som 2007 infördes i Sverige, då officerskåren delades mellan officerare i teknisk/operativ tjänst och officerare i specialtjänst (Se Sverige, nedan).
Under det andra världskriget organiserades den norska exilarmén efter brittiskt mönster, och efter kriget återinfördes underofficerarna som befälskategori genom att graderna översergeant och stabssergeant infördes mellan sergeant och fänrik. K-befäl och B-befäl kvarstod som Offiser (K) (avancemangskrets 1  med krigsskola) graderna fänrik-general, Officer (B) (avancemangskrets 2 med befälsskolans högre avdelning) med graderna fänrik-överstelöjtnant och Sersjanter (avancemangskrets 3 med befälsskolans nedre avdelning) med graderna sergeant-stabssergeant. 
Graderna översergeant och stabssergeant upphörde 1972 och innehavarna av dessa grader fick respektive fänriks och löjtnants grad. 1975 års försvarsbeslut gjorde att de äldsta av de gamla stabssergeanterna blev kaptener. Sergeantsgraden blev en ettårig genomgångsgrad för yrkesbefäl som utexaminerats från befälsskolan. Efter ett år blev sergeanten befordrad till fänrik.
2004 infördes en underofficersliknande befälskategori i Norge genom att vid sidan av de vid militärhögskolan utbildade yrkesoffiserer en befälskategori avdelingsbefal inrättades. Avdelningsbefälet skall höja kompetensen i de lägre graderna och innehar en tidsbegränsad anställning fram till normalt 35 års ålder. Till skillnad från verkliga underofficerare har avdelingsbefälet graderna sergeant-fänrik-löjtnant, bildar ingen egen befälskår och tillhör samma mäss som yrkesofficerarna. Befälskategorin liknar det tidigare norska B-befälet och den svenska kategorin Officer/S som fanns 2007-2009 (Se Sverige, nedan).

### Tyskland
Underofficerare (Unteroffizier mit Portepee) rekryteras bland unga män och kvinnor i åldern 17-25 år, med avlagd realexamen eller med genomgången grundskola och genomgången yrkesskola. De är kontraktsanställda på 12 år. Efter viss tid kan underofficeren erhålla fullmaktsanställning. Efter tre års utbildning blir underofficersaspiranten utnämnd till Feldwebel. 
En Feldwebel och Oberfeldwebel (motsvarar sergeant respektive översergeant i Sverige) är chef för en stridande grupp, till exempel skyttegruppchef eller stridsvagnschef. De kan också vara plutonsinstruktörer. En Hauptfeldwebel (fanjunkare) och Stabsfeldwebel (förvaltare) är plutonchefer, kompanistabsunderofficerare eller kompaniadjutanter. En Oberstabsfeldwebel (regementsförvaltare) är bataljonsstabsunderofficer.

### Sverige
Underofficer var en befälskår inom den svenska försvarsmakten före 1972. Av underofficerare hade infanteriet i äldre tider (1600-, 1700- och början av 1800-talet) vid varje kompani en fältväbel, en sergeant, en förare, en furir, en rustmästare och en mönsterskrivare; vid kavalleriet hade varje skvadron en kvartermästare och en mönsterskrivare, dessutom var de tre kavallerikorpralerna underofficerare. Vid 1833 års lönereglering bestämdes graderna till fanjunkare, (vid artilleriet styckjunkare), sergeant och furir (den sistnämnde endast vid infanteriet); infanteriets furirer blev 1875 sergeanter. 
Under 1800-talet var den indelta arméns underofficerare direktrekryterad bland underofficersvolontärer som ofta kom från bondeklassen eller den lägre medelklassen. En indelt soldat blev nästan aldrig befordrad till underofficer. Han kunde bli underbefäl och högst distinktionskorpral, men inte högre. Den värvade arméns underofficerare däremot rekryterades från underbefälet. En bidragande orsak till detta var att den värvade arméns underofficerare (som tjänstgjorde året runt) hade sämre betalt än den indelta arméns underofficerare (som tjänstgjorde tre månader per år). Under slutet av 1800-talet infördes fleråriga underofficersskolor där tyngdpunkten i utbildningen låg på allmänbildande ämnen. Indelta infanteriets underofficersskolor var förlagda till Karlsborg.
När värnpliktsarmén infördes 1901 upphörde direktrekryteringen och underofficerare rekryterades från den stamanställda manskapskadern, volontärerna. Volontärinstitutionen blev ett verktyg för uppåtgående social rörlighet. Unga män från de lägre klasserna fick en allmänbildande utbildning över folkskolan och kunde efter tjänstgöringens slut få goda anställningar vid offentliga verk som polisen och Statens Järnvägar. Underofficerskåren blev en verklig elitkår, då mindre än en tiondel av volontärerna - och endast de med de bästa teoretiska betygen och de bästa militära vitsorden - gick vidare och blev underofficerare.
Svenska underofficersförbundet vilket bildades 1907 som en av tjänstemannarörelsens första fackliga organisationer verkade för att förbättra underofficerarnas ställning inom och utom tjänsten. Vid 1925 års försvarsbeslut fick fanjunkare och motsvarande tjänsteställning över fänrik men under löjtnant. Vid 1936 års försvarsbeslut fick förvaltare tjänsteställning lika med löjtnant. Underofficersutbildningen centraliserades till Arméns underofficersskola i Uppsala. För tillträde krävdes begränsad realexamen från Försvarets Läroverk på samma ort. En viktig förändring för underofficerskåren skedde också år 1945, när befordringar till lägre officersgrad än kapten stoppades på kårens initiativ. Detta kan naturligtvis ses som ett tecken på den starka kårandan. Befordran till kapten fick dock fortgå, och bestämdes tidigast kunna ske vid underofficerens 60-årsdag. 
Vid 1949 års försvarsbeslut infördes förvaltaregraden även i de stridande truppslagen och truppförvaltare, som rekryterades genom urval bland de bästa fanjunkarna, blev underofficerskårens elit och fick tjänsteställning över löjtnant men under kapten. Vid samma försvarsbeslut infördes även en yrkesunderbefälskår vilken, till skillnad från volontärkåren, var anställd till pensionsåldern. Detta medförde så småningom att arbetsuppgifternas fördelning mellan underbefäl, underofficerare och officerare förändrades. Hittills hade underofficerarnas tjänsteuppgifter varit ungefär densamma sedan urminnes tid, det vill säga en underofficer var ställföreträdande plutonchef och kompaniadjutant. Efter genomförande av 1960 års befälsordning tjänstgjorde däremot underofficerarna som plutonchefer och kompanichefer i mobiliseringsorganisationen och som ställföreträdande plutonchefer och plutonchefer i utbildningsorganisationen. Den högsta underbefälsgraden, rustmästare, övertog kompaniadjutantsbefattningarna. 
Underofficerarna fick alltså efter 1960 tjänsteuppgifter som i de flesta arméer åvilade officerskåren och underofficersgraderna föreföll alltmer inadekvata och förvillande, särskilt med beaktande av att reservunderofficerare och värnpliktiga underofficerare hade samma tjänstegrader med helt andra och lägre tjänsteuppgifter. En fanjunkare som var yrkesunderofficer var normalt krigsplacerad som kompanichef, medan en fanjunkare som var reservunderofficer var krigsplacerad som kompaniadjutant. Vid tjänsteställningsreformen 1972 ombenämndes därför yrkesunderofficerarna till kompaniofficerare. Förvaltare och äldre fanjunkare blev kaptener; yngre fanjunkare blev löjtnanter och sergeanter blev fänrikar. De tillhörde dock fortfarande en egen befälskår, kompaniofficerskåren, med egen mäss. 
Vid den nya befälsordningen 1983 (NBO) skapades ett enhetsbefälssystem där alla officerare tillhörde samma kår och samma mäss. 
Regeringen gav i januari 2008 i uppdrag åt Försvarsmakten att inleda en reformering av befälsordningen. Regeringens beslut gjorde det möjligt för Försvarsmakten att successivt införa ett tvåbefälssystem, det vill säga ett system med officerare och underofficerare. De nya benämningarna blev officer respektive specialistofficer. De första specialistofficerarna utexaminerades i juni 2008 och började sin anställning som sergeanter. Högre specialistofficersgrader och nya gradbeteckningar infördes den 1 januari 2009 och reviderades 2019.
De nya specialistofficersgraderna fastställdes av överbefälhavaren oktober 2019.
| Armén och Amfibiekåren | Flottan            | Flygvapnet         |
| ---------------------- | ------------------ | ------------------ |
| Sergeant               | Sergeant           | Sergeant           |
| Översergeant           | Översergeant       | Översergeant       |
| Fanjunkare             | Fanjunkare         | Fanjunkare         |
| Överfanjunkare         | Överfanjunkare     | Överfanjunkare     |
| Förvaltare             | Förvaltare         | Förvaltare         |
| Regementsförvaltare    | Flottiljförvaltare | Flottiljförvaltare |

### Österrike
Österrike har en värnpliktsarmé med ett traditionellt tvåbefälssystem. Underofficerarna rekryteras bland det stamanställda manskapet. För tillträde till underofficersskolan, Heeresunteroffiziersakademie, krävs ett godkänt antagningsprov, som omfattar ett skriftligt prov i tyska språket, matematik och fälttjänst, ett praktiskt prov i vapentjänst och skytte samt kartläsning och terränganvändning, samt ett fysiskt test med löpning och sit-ups. Den grundläggande underofficerskursen är 29 veckor, följd av 14 veckors befattningsutbildning. Efter fyra års tjänst kan en högre underofficerskurs om 25 veckor genomgås, följd av en befattningskurs om 17 veckor , vilket krävs för befordran till högre grader. Underofficerare kan vara kontraktsanställda (Militärpersonen auf Zeit) eller fullmaktsanställda (Berufsmilitärpersonen). 
Underofficerare i Bundesheer har följande grader och typbefattningar. Inom parentes motsvarande svensk grad enligt 2009 års befälsordning.
- OR-5 Wachtmeister - Gruppchef (sergeant)
- OR-6 Oberwachtmeister - Gruppchef (förste sergeant)
- OR-7 Stabswachtmeister - Plutonchef/ställföreträdande plutonchef (fanjunkare)
- OR-8 Oberstabswachtmeister Plutonchef/ställföreträdande plutonchef (förvaltare)
- OR-9 Offiziersstellvertreter - Plutonchef/ställföreträdande plutonchef (regementsförvaltare)
- OR-9 Vizeleutnant - Plutonchef/ställföreträdande plutonchef (regementsförvaltare)

Kontraktsanställda underofficerare som genomgått den grundläggande underofficersutbildningen (M ZUO 2) kan inneha graderna Wachtmeister eller Oberwachtmeister. Fullmaktsanställda underofficerare som genomgått denna utbildning (M BUO 2) kan inneha graderna Wachtmeister, Oberwachtmeister eller Stabswachtmeister. Kontraktsanställda underofficerare som genomgått den högre underofficersutbildningen (M ZUO 1) kan inneha graderna Stabswachtmeister, Oberstabswachtmeister eller Offiziersstellvertreter. Fullmaktsanställda underofficerare som genomgått denna utbildning (M BUO 1) kan inneha graderna Stabswachtmeister, Oberstabswachtmeister, Offiziersstellvertreter eller Vizeleutnant.